# Internationaler Tag der Feuerwehr

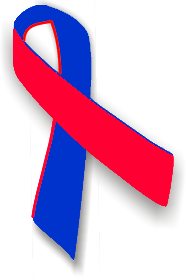
Rot-blaues Band, ein Symbol für den Internationalen Tag der Feuerwehrleute

Der Internationale Tag der Feuerwehrleute (englisch International Firefighters' Day, IFFD) wird jährlich am 4. Mai begangen, um Feuerwehrleute weltweit für ihren Einsatz zu danken, im Dienst verstorbene Kolleginnen und Kollegen zu ehren und insbesondere auch der beim Anschlag am 11. September 2001 getöteten Einsatzkräfte zu gedenken.
Der Gedenktag geht auf einen Vorschlag der australischen Feuerwehrfrau JJ Edmondson zurück, den sie am 4. Januar 1999 infolge des Todes von fünf Feuerwehrleuten bei einem Buschfeuer in Australien am 2. Dezember 1998 unterbreitete.

## Vorschlag und Einführung
Am 2. Dezember 1998 reagierten Feuerwehrleute der Geelong West Fire Brigade auf einen Notruf von Kollegen, die ein Buschfeuer bei Linton, Victoria bekämpften. Eine plötzliche Winddrehung infolge einer Kaltfront setzte ihr Einsatzfahrzeug auf dem Rückweg zur Wasseraufnahme in Brand. Dabei kamen fünf Feuerwehrleute aus Geelong West ums Leben: Garry Vredeveldt, Christopher Evans, Stuart Davidson, Jason Thomas und Matthew Armstrong. Dieses Ereignis war der Auslöser für den Vorschlag zur Einführung eines Internationalen Tages der Feuerwehrleute.

## Aktivitäten

### „Sound off“-Ritual
Als Teil des Gedenktages findet am ersten Sonntag im Mai um 12:00 Uhr Ortszeit das sogenannte „Sound off“-Ritual statt: Für 30 Sekunden ertönen Feuerwehrsirenen, gefolgt von einer einminütigen Gedenkminute. Dieses Ritual wurde im Jahr 2002 eingeführt und wird seither jährlich begangen.

### Brandschutz
Am Internationalen Tag der Feuerwehrleute wird verstärkt auf die Bedeutung des Brandschutzes sowie auf die Notwendigkeit einer umfassenden und qualifizierten Ausbildung hingewiesen. Der Gedenktag dient zugleich der Förderung von Fachkompetenz und öffentlichem Bewusstsein für die Arbeit der Feuerwehr.

## Symbole

### Rot-blaues Band
Das rot-blaue Band symbolisiert den Internationalen Tag der Feuerwehrleute. Es ist etwa 5 cm lang und 1 cm breit. Die beiden Farben stehen für die Elemente, mit denen Feuerwehrleute hauptsächlich arbeiten: Rot für Feuer, Blau für Wasser. Traditionell wird das Band am Revers getragen.

### Heiliger Florian
Der heilige Florian, der in der katholischen Kirche als Schutzpatron der Feuerwehrleute verehrt wird, ist ein weiteres Symbol des Internationalen Tags der Feuerwehrleute. Der Gedenktag des Heiligen (nach katholischem Kalender) ist der 4. Mai, weshalb auch der Internationale Tag der Feuerwehrleute an diesem Datum begangen wird. Dieser Tag wird genutzt, um Gedenkfeiern abzuhalten oder Spendenaktionen durchzuführen.